# Imperia
Imperia là một thành phố tỉnh lỵ tỉnh Imperia trong vùng Liguria, Ilatia Mussolini đã lập thành phố Imperia ngày21 tháng 10 năm 1923 bằng cách kết hợp combining Porto Maurizio với Oneglia và các xã xung quanh Piani, Caramagna Ligure, Castelvecchio di Santa Maria Maggiore, Borgo Sant'Agata, Costa d'Oneglia, Poggi, Torrazza, Moltedo và Montegrazie.
Imperia nổi tiếng với nghề trồng hoa và ô liu, và là một điểm đến phổ biến cho du khách vào mùa hè. 